# Daniel Müller (Curler)
Daniel Müller (* 29. Mai 1965) ist ein Schweizer Curler und Olympiasieger.

## Karriere
Sein internationales Debüt hatte Müller bei der Weltmeisterschaft 1988 in Lausanne, er blieb aber im 4. Rang ohne Medaille.  
Müller spielte als Second für die Schweiz bei den Olympischen Winterspielen 1998 in Nagano. Die Mannschaft wurde Olympiasieger nach einem 9:3-Sieg im Final gegen Kanada um Skip Mike Harris.

## Erfolge
- 1998: Olympiasieger